# Stockholms Borgerskap

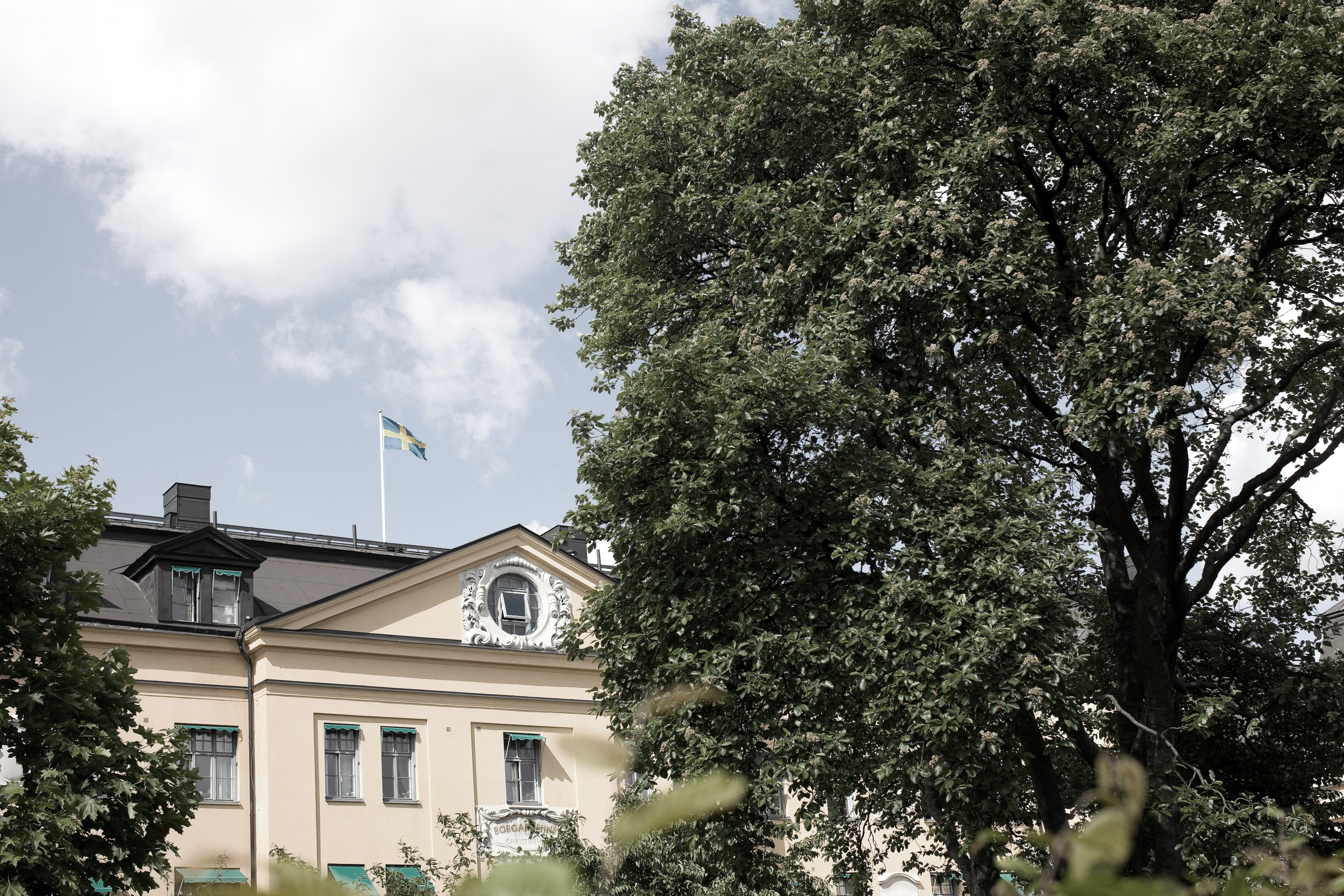
Borgarhemmet, Södermalm.

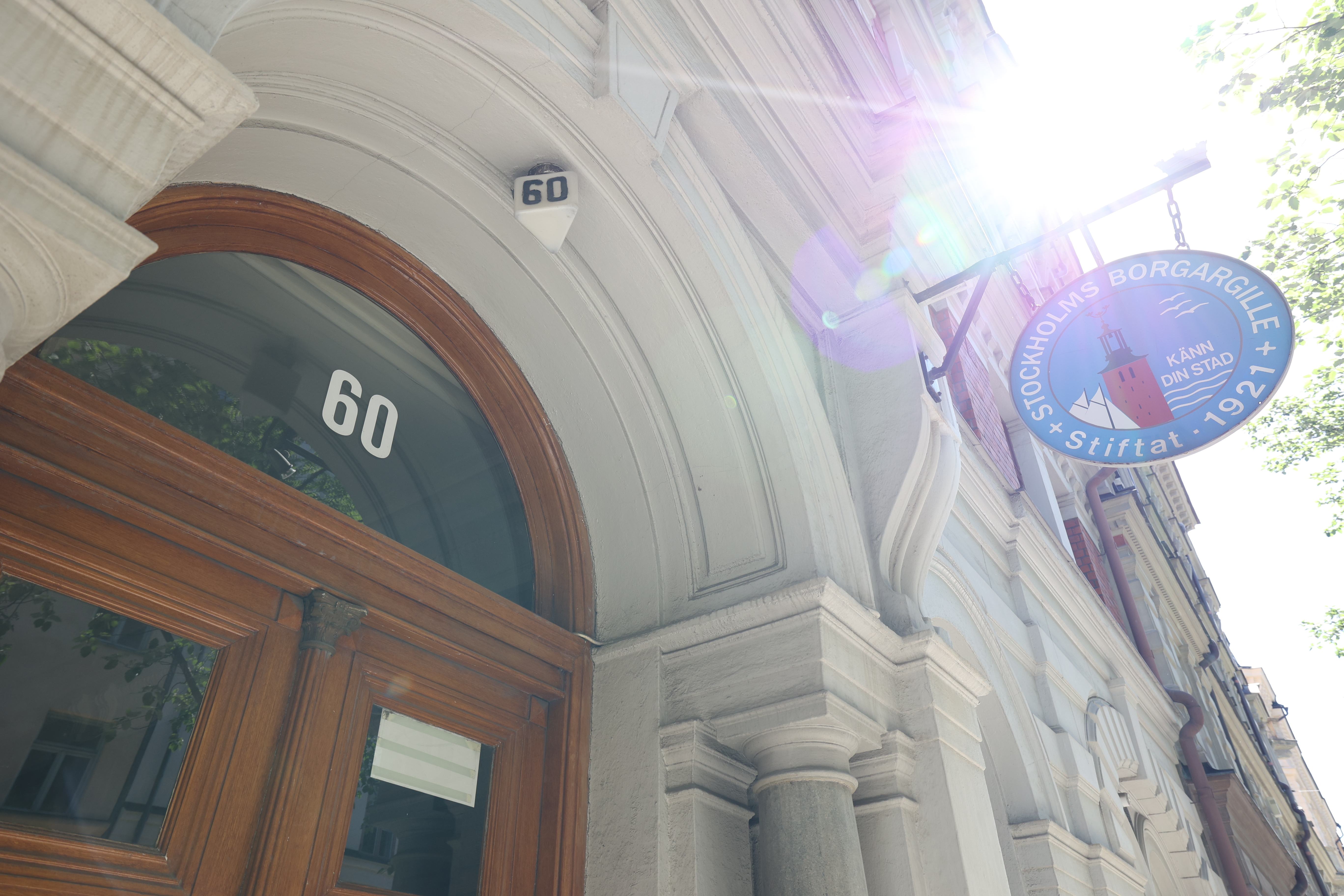
Nybrogatan 60

Stockholms Borgerskap är en ideell förening som samlar entreprenörer och företagsledare i Stockholm. Stockholms Borgerskap är samlingsnamnet för de stiftelser och föreningar knutna till Borgerskapet.   
Institutionerna i Borgerskapet är: Stockholms Borgerskap, Stiftelsen Borgerskapets Enkehus och Gubbhus, Stockholms Grosshandelssocietet, Stockholms Borgargille och vänföreningen Borgargåvan.  
Stockholms Borgerskap är numera en medlemsorganisation för entreprenörer och företagsledare inom näringslivet. För medlemmarna arrangeras nätverksmingel, seminarier och fester. Nätverket innehåller en stor variation av yrkeskategorier. De övriga institutionerna har egna styrelser med specifika verksamheter. I deras stadgar står, på olika sätt, att det ska hjälpa, stötta eller vårda medlemmar i Stockholms Borgerskap. För att uppfylla stadgarna krävs att det finns medlemmar i Stockholms Borgerskap. Organisationerna inom Borgerskapet arbetar också för andra stockholmare utan anknytning till Stockholms Borgerskap. I stort är man alltså en ideell verksamhet som arbetar med välgörande ändamål för alla stockholmare.   
Carl XVI Gustaf är Stockholms Borgerskaps Höge Beskyddare.   

## Historia
Stockholms Borgerskap har sitt ursprung från 800-talet och formaliserades år 1619 när De Femtio Äldste instiftades. I Stockholms Borgerskap finns 17 klasser, de har sitt ursprung i burskapsklasserna från 1600-talet. Klass 1 är Grosshandelssocieteten. 
Borgerskapet och de burskapsägande borgarna var under fler århundraden de enda stadsinvånarna. Under denna period var man ansvariga för betala in skatt till staden. Dagens kommunala funktioner var då okända och skatten gick till de mest basala som brandförsvar och infrastruktur. För det ansvaret Borgerskapet tog fick man inflytande över hur staden skulle styras, trots den makt man fick var det inga andra samhällsgrupper som visade intresse i att betala skatt. Borgerskapet stod även för försvar och vakthållning genom Borgerskapets militärkårer som bestod av såväl infanteri som artilleri och kavalleri.
Borgerskapet utsåg, fram till tvåkammarriksdagen, riksdagsmän för Stockholm. Stockholms Borgerskaps Femtio Äldste styrde Stockholm, tillsammans med Magistraten, fram till kommunreformen 1865 då val till en kommunal församling hölls. Många borgare blev invalda i den kommunala församlingen eftersom man hade goda kunskaper om Stockholm och dess förvaltning. Sedan 1865 har Stockholms Borgerskap arbetat med välgörande ändamål.  
Stockholms Borgerskap styrs av De Femtio Äldste som sammanträder i Borgerskapets lokaler i Börshuset i Gamla Stan.

### Stiftelsen Borgerskapets Enkehus och Gubbhus
Stiftelsen Borgerskapets Enkehus och Gubbhus grundades 1724 med syftet att främja vård av äldre, främst medlemmar i Stockholms Borgerskap. 1724 öppnade man, på initiativ av Abraham Grill, det första Enkehuset i Stockholm. Det var en inrättning för att ta hand om nödlidande änkor som förlorat sina män i krig. Idag driver stiftelsen Borgerskapets vård- och omsorgsboende och äger Borgerskapets seniorfastigheter. Stiftelsen var en av de första aktörerna som tog ett socialt ansvar för stockholmare.

### Stockholms Grosshandelssocietet
Stockholms Grosshandelssocietet är klass 1 i Stockholms Borgerskap. Societeten stödjer handel och sjöfart och understödjer även grosshandlare och deras anhöriga. Stockholms Grosshandelssocietet har en lång värdemässig gemenskap med Handelshögskolan i Stockholm och med Frans Schartaus Handelsinstitut. Idag delar man ut stipendier till studenter på båda skolorna, och till nästa generation av medlemmar i Stockholms Borgerskap. Societeten har också samarbeten med SSL Business Lab och Norrsken Foundation för att uppmuntra entreprenörskap i Stockholm. 

### Stockholms Borgargille
Stockholms Borgargille arbetar efter devisen "Känn din stad" och för medlemmar i Stockholms Borgerskap gemensamma trivsel. 

### Vänföreningen Borgargåvan
Borgargåvan grundades 1923 och stödjer behövande och kulturell verksamhet. 

## Börshuset
Borgerskapet byggde och ägde Börshuset under nästan 100 år. På 1750-talet började man att leta finansiering för att kunna bygga ett nytt hus till Börsen och 1776 stod huset klart. Borgerskapet skänkte Börshuset till Stockholms stad 1865 med ett motkrav, att man skulle ha evig besittningsrätt till en lokal med tre rum.